# Stenderup (Billund Kommune)
 For alternative betydninger, se Stenderup. (Se også artikler, som begynder med Stenderup)
Stenderup - eller Stenderup-Krogager - er en by i Sydjylland med 642 indbyggere  (2024), beliggende 6 km øst for Ansager, 38 km nordøst for Esbjerg, 9 km sydvest for Grindsted og 21 km vest for Billund. Byen ligger i den sydvestligste del af Billund Kommune og hører til Region Syddanmark.
Stenderup hører til Stenderup Sogn. Stenderup Kirke fra 1909 ligger i byen.

## Faciliteter
Stenderup Skole havde i 2014 115 elever, fordelt på 0.-6. klassetrin, og 27 børn i børnehaven. Nu er skolen en afdeling af Lynghedeskolen, som også omfatter Søndre Skole i Grindsted. Her kan eleverne fortsætte efter 6. klasse. Der er stadig SFO og børnehave i Stenderup.
Teglgaardshallen i den sydlige ende af Stenderup er minihal og kulturhus og har et nyt fitnesscenter. Stenderup Idrætscenter ligger lige nord for Krogager. Her er der fodboldbane og 3 beachvolleybaner, og Krogager Boldklub tilbyder fodbold. Stenderup-Krogager IF tilbyder badminton, volleyball og gymnastik.
Plejehjemmet Engbo blev bygget om fra alderdomshjem i 1950 og om- og tilbygget i 1994. Det har 10 2-rums boliger og 6 1-rums boliger og ca. 23 medarbejdere.
Dagli'Brugsen, der også havde apotek og post, lukkede 31. januar 2013, men byens borgere havde allerede indsamlet over 1,2 mill. kr. til at købe bygningen af Coop Danmark. Bankerne var uvillige til at finansiere en dagligvarebutik i Krogager, så der måtte findes lokale folk, der ville låne penge ud til købmandens drift. Omsider lykkedes det at finde en ny købmand (en skolelærer), bygningen blev købt, al klargøring af lokalerne skete ved frivillig hjælp, og den nye butik åbnede 14. september 2013.
Vest om byen går primærrute 30, som forbinder byen med Korskro mod sydvest og med Grindsted og Billund mod nordøst. Sydtrafiks rute 144 giver byen busforbindelse med Esbjerg, Grindsted og Billund.

## Historie
Byen ligger nord for Ansager Å, som lidt vest for byen får tilløb fra Nørrebæk, der udspringer ved Hejnsvig, og Sønderbæk, der udspringer ved Vesterhede. Beliggenheden ved vandløb og frugtbare enge har været attraktiv allerede i Stenalderen, hvor 6 gravhøje samt fund af stridsøkser og flinterester tyder på, at der har været en boplads på stedet.
Stenderup nævnes første gang på skrift i 1291 og hed dengang Stendorp. Det meste af jorden var ejet af Kronen, især efter Reformationen, men i 1700-tallet blev selvejerbønderne dominerende.
I 1904 beskrives Stenderup og Krogager ganske kort: "Stenderup med Skole. Krogager, Gde."

### Jernbanen
Stenderup fik i 1916 station på Diagonalbanen, som i 1920 blev fuldt udbygget mellem Randers og Esbjerg. Vandløbene ligger så tæt, så der ikke var plads til en statsbanestations lange sporarealer midt i landsbyen. Stationen blev derfor anlagt nord for vandløbene på åben mark i nærheden af gården Store Krogager (nu Krogagergård). Den havde ligget inde i Stenderup, men i starten af 1600-tallet var den flyttet ud og senere delt i flere gårde. Stationen blev kaldt Krogager efter gården, for der fandtes allerede en Stenderup Station på Horsens-Juelsminde Jernbane.
Jernbanen kom til byen på et sent tidspunkt, hvor bilerne allerede var ved at vinde frem og der ikke længere automatisk opstod en by omkring en jernbanestation. På det lave målebordsblad fra banens tid ses ingen nævneværdig bebyggelse omkring Krogager Station, men Stenderup havde skole (fra 1931), forsamlingshus og smedje. Nu er de to byer vokset sammen, så Krogager officielt er en bydel i Stenderup.
Diagonalbanen indstillede persontrafikken i 1971, men fortsatte som godsbane mellem Bramming og Grindsted indtil 2012. Godsbanens formål blev at betjene Grindstedværket, så der var ikke ekspedition i Krogager. "Veterantog Vest" under Dansk Jernbane-Klub anlagde træperroner og kørte veterantog på godsbanen indtil sporet blev lukket. Skinnerne ligger der endnu, men sporet er stedvis tilgroet. Stationsbygningen er bevaret på Østervej 12-14.

### Kommunen
Landsbyen Stenderup hørte til Ansager Sogn i Øster Horne Herred. I udkanten af det store sogn blev der i starten af 1900-tallet bygget to nye kirker, foruden Stenderup også Skovlund (1910). Stenderup og Skovlund blev selvstændige sogne, men udgør sammen med Ansager Sogn stadig ét pastorat. Stenderup og Skovlund forblev også i Ansager Sognekommune indtil kommunalreformen i 1970, hvor Stenderup Sogn indgik i Grindsted Kommune og de to andre i Ølgod Kommune. Ved kommunalreformen i 2007 indgik Grindsted Kommune i Billund Kommune.